# Park Ji-yun
Pour les articles homonymes, voir Park.
Dans ce nom coréen, le nom de famille, Park, précède le nom personnel.
Park Ji-yun (née le 22 juillet 1999) est une patineuse de vitesse sur piste courte sud-coréenne.

## Biographie
Douée en roller, elle s'oriente ensuite vers le patinage de vitesse sur piste courte en 2010 à Hwaseong.
Aux Championnats du monde de patinage de vitesse sur piste courte 2022, elle remporte le relais féminin avec Choi Min-jeong, Kim A-lang, Seo Whi-min et Shim Suk-hee.
Au cours de la saison de Coupe du monde de patinage de vitesse sur piste courte 2022-2023, elle remporte une médaille d'or, une d'argent et deux de bronze au relais féminin, ainsi que l'or au relais mixte sur une manche. Au classement général, elle est 39ème : elle est 23e au 500 mètres et 36e au 1000 mètres.